# Addisonia excentrica
Addisonia excentrica là một loài ốc biển, là động vật thân mềm chân bụng sống ở biển thuộc họ Addisoniidae.

## Miêu tả
Loài này có kích thước giữa 8 mm và 20 mm

## Phân bố
Loài này có thể được tìm thấy ở các vùng nước châu Âu và ở Địa Trung Hải.